# Nube del Camaleonte
La Nube del Camaleonte è una nube molecolare oscura situata prevalentemente nella costellazione del Camaleonte; si estende per alcuni gradi in particolare nella porzione nordorientale della costellazione, dove viene in piccola parte illuminata dalla luce delle stelle adiacenti.
La nube si trova a circa 160-180 parsec (520-590 anni luce) dal sistema solare ed è composta da tre strutture principali, indicate con le sigle Cha I, II e III; la nube giace sul bordo più interno del Braccio di Orione, a breve distanza dalla celebre Nebulosa Sacco di Carbone e dalla brillante Associazione Scorpius-Centaurus, sebbene questi due oggetti giacciano a delle latitudini galattiche superiori.
Nella Nube del Camaleonte sono attivi dei limitati fenomeni di formazione stellare, che generano stelle di piccola e media massa; grazie alla sua notevole vicinanza, lo studio di questi fenomeni ne risulta notevolmente facilitato, come pure l'osservazione delle dinamiche che portano alla formazione di oggetti di massa substellare, come le nane brune, e la nascita dei sistemi planetari.

## Osservazione

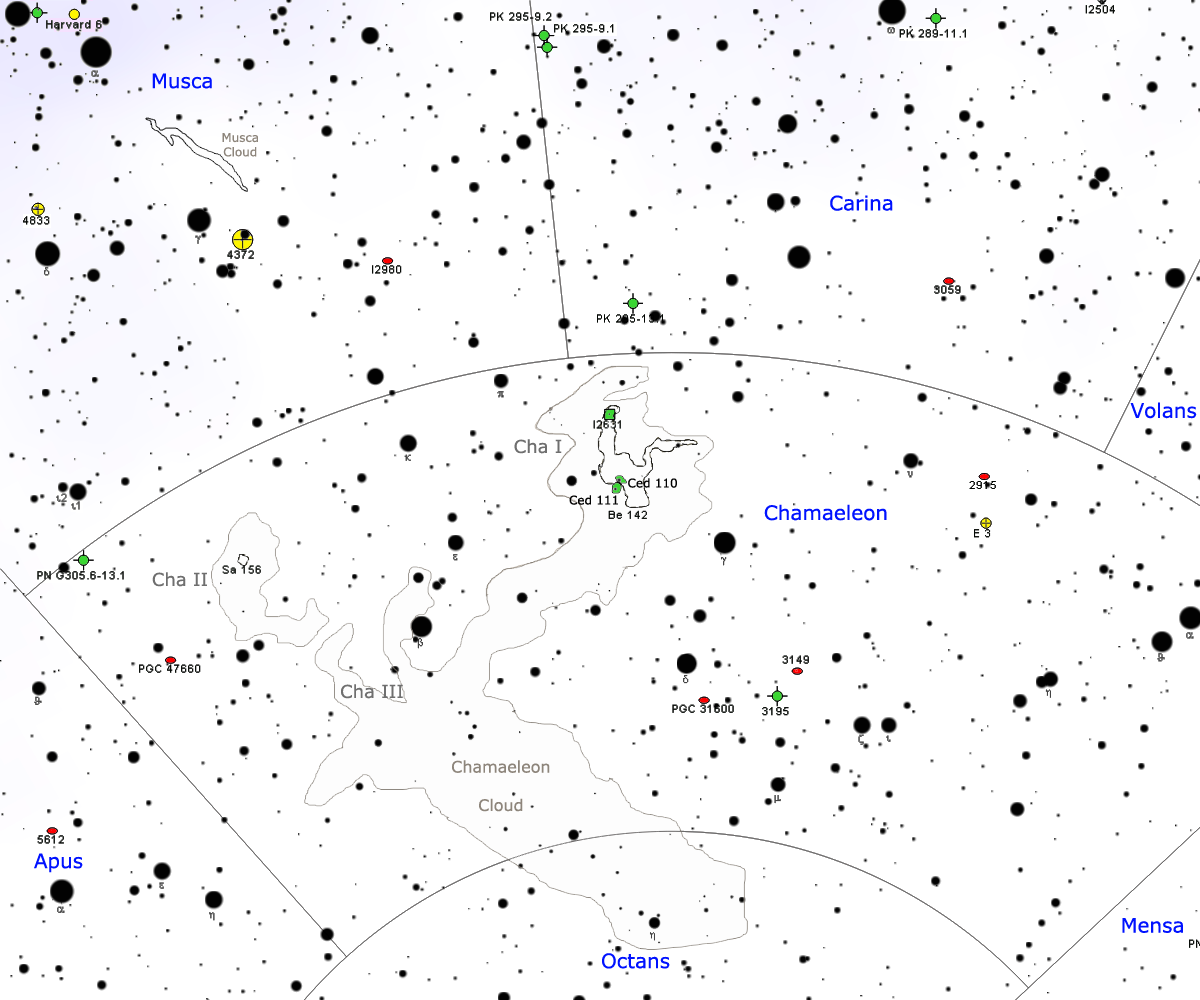
Mappa della Nube del Camaleonte.

La Nube del Camaleonte occupa la parte centro-orientale dell'omonima costellazione, estendendosi per alcuni gradi e sconfinando parzialmente nelle vicine costellazioni dell'Ottante e della Mosca; dal momento che si trova ad alte latitudini galattiche, nella sua direzione non sono osservabili campi stellari particolarmente ricchi.
Sia ad occhio nudo che al binocolo, la regione celeste del Camaleonte appare oscura e senza particolari attrattive, se si esclude la presenza di alcune stelle doppie; nessun oggetto non stellare è infatti osservabile in questa direzione con strumenti di bassa potenza. Un telescopio amatoriale di media potenza munito di filtri può essere in grado di rivelare invece una stella di nona magnitudine circondata da nebulosità; questa stella, catalogata come HD 97300, illumina una macchia nebulosa nota fin dall'Ottocento e indicata come IC 2631 (Ced 112). Questa stella si trova in uno dei vertici più settentrionali della Nube del Camaleonte; la presenza di materiale oscuro è rilevabile, attraverso dei telescopi di media potenza, grazie alla quasi completa assenza in certi tratti di campi stellari di fondo. Altre nebulose a riflessione di piccola entità si osservano più a sud, come Ced 110 e Ced 111.
La costellazione del Camaleonte giace ad una declinazione fortemente australe, al punto che la nube in essa ospitata costituisce la regione di formazione stellare galattica più prossima in assoluto al polo sud celeste, essendone separata in media da appena 11°; in aggiunta a ciò, a causa della precessione degli equinozi, il polo sud si sta lentamente spostando nella sua direzione, al punto che entro 1000 anni circa coinciderà con questa nube. La sua osservazione pertanto risulta possibile quasi esclusivamente dalle regioni situate nell'emisfero australe terrestre, dove si mostra per altro anche circumpolare fin nella fascia tropicale australe; dall'emisfero boreale può essere intravista, molto bassa sull'orizzonte, solo a pochi gradi dall'equatore.

## Struttura

La nube Cha I, con le nebulose a riflessione Ced 110, 111 e 112.

La Nube del Camaleonte è uno dei complessi oscuri più prossimi alla Terra; al suo interno sono distinguibili tre nubi principali, dell'estensione di alcuni gradi quadrati ciascuna, e indicate come Chamaeleon I, Chamaeleon II e Chamaeleon III. La nube Cha I è la più settentrionale, contiene le nebulose a riflessione catalogate dal Catalogo Cederblad e mostra i maggiori segni di formazione stellare; la sua posizione è rintracciabile a pochi gradi in direzione nordest rispetto alla stella δ Chamaeleontis e giace non lontano dal confine con la Carena. Le due nubi Cha II e Cha III sono invece più oscure e si individuano più a oriente; la nube II giace verso il confine con la Mosca, a nordest di β Chamaeleontis, mentre la nube III è visibile pochi primi ad est di questa stessa. La massa della nube I è pari a circa 1000 masse solari (M⊙), mentre le altre due nubi hanno masse simili fra loro, stimate in circa 1500-2000 M⊙.
I valori di distanza indicati per questo sistema nebuloso variano da 115 a 215 parsec, in particolare per quanto riguarda le stime per la nube Cha I, per la quale sono state desunte tramite lo studio della stella HD 97300, la responsabile dell'illuminazione della nube Ced 112: assumendo che la stella sia di sequenza principale di età zero, si è indicata una distanza pari a 152±18 parsec. Le misurazioni della parallasse condotte dal satellite Hipparcos hanno indicato invece un valore leggermente superiore, pari a 190±40 parsec, mentre per la vicina stella HD 97048 la distanza riportata è 180±20 parsec. In considerazione di ciò, è stata indicata per queste due stelle una distanza media di 160±15 parsec. Secondo altri autori invece le misure del satellite Hipparcos sono da interpretare diversamente: infatti alcune delle stelle visibili in questa direzione, fra le quali la variabile T Chamaeleontis, sono state indicate come non appartenenti al gruppo di Cha I, mentre per HIP 54738 i dati risulterebbero falsati dal fatto che si tratterebbe di una binaria astrometrica; la distanza riportata per queste stelle così è indicata come pari a 175 parsec, con uno scarto di 20 in eccesso e 16 in difetto. In generale, per la nube Cha I viene accettata come distanza un valore di circa 160-165 parsec, mentre per la nube Cha II è accettata la distanza di 178±18 parsec, ossia leggermente maggiore rispetto alla precedente, sebbene comunque compatibile.

## Fenomeni di formazione stellare

Ced 112, la nebulosa più brillante del complesso del Camaleonte.

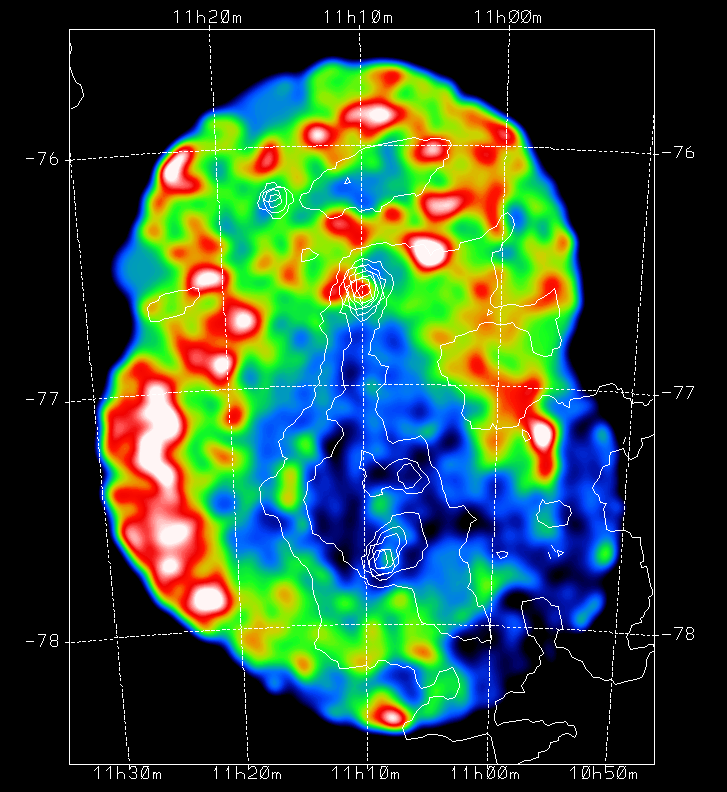
La nube Chamaeleon I ai raggi X.

Data la piccola massa della Nube del Camaleonte rispetto ad altre nubi oscure di simile struttura, i fenomeni di formazione stellare sono localizzati solo in pochi punti isolati, e interessano in particolar modo la nube Cha I; la sua grande vicinanza al sistema solare e la sua posizione isolata rispetto ad altre giovani popolazioni stellari tuttavia consentono di poter studiare con facilità i fenomeni che conducono alla nascita di stelle di massa piccola e media, similmente a come avviene nella più lontana e massiccia Nube di Perseo.
Fra i principali indizi della presenza di processi di formazione stellare nelle nubi vi sono gli oggetti HH. Nella Nube del Camaleonte e in particolare in Cha I e II, vi sono alcuni di questi oggetti, catalogati come HH 48-50 e HH 52-54; tramite la misurazione del moto proprio di questi getti è stato scoperto che la fonte di eccitazione degli oggetti HH 49 e HH 50 è la vicina giovane stella B35, situata ad est della nube Ced 110 e profondamente immersa nei gas della nube. La sorgente dei getti è stata invece identificata nella giovanissima protostella Cha-MMS1, l'oggetto più giovane conosciuto nella regione attorno a Ced 110. Un vicino flusso con emissioni CO potrebbe invece essere originato dalla sorgente infrarossa Ced 110 IRS4, un giovane oggetto stellare di Classe I associato alla nebulosa a riflessione. Gli oggetti HH 52-54 invece appaiono immersi in un'associazione di giovani stelle T Tauri nota come Chamaeleon T2, ospitata nella nube Cha II; la stella responsabile della loro eccitazione potrebbe essere localizzata a nordest del getto HH 54.
Tramite uno studio approfondito e dettagliato della nube Cha I condotto nel 2006, sono stati scoperti un gran numero di oggetti HH meno cospicui, per un totale di 18 (di cui 14 mai osservati in precedenza), raggruppati in due punti distinti della nube, situati a nord e a sud; nel primo gruppo spiccano i due getti HH 912 e HH 916, che probabilmente condividono la stessa sorgente di flusso, e HH 915, che punta verso la stella T Tauri WW Chamaeleontis. Nella parte meridionale di Cha I, assieme a una decina di oggetti HH, sono stati individuate un gran numero di sorgenti infrarosse e di giovani stelle di pre-sequenza principale intimamente avvolte dalle polveri e nei gas.
All'interno della nube Cha I sono state scoperte 13 giovani stelle con forti emissioni nella banda dell'Hα, molte delle quali coincidono con stelle T Tauri, mentre altre mostrano le caratteristiche spettrali tipiche degli oggetti substellari noti come nane brune. In particolare, Cha Hα 1 è la prima nana bruna identificata ai raggi X, proprio grazie alla relativa vicinanza al sistema solare, che consente un facile studio della nube. La scoperta di nane brune in questa nube offre pertanto la possibilità di studiare approfonditamente le dinamiche che portano alla formazione di tali oggetti. A queste nane brune se ne aggiungono altre 18 con una massa fino a 0,003 M⊙, identificate lungo tutta l'area della nube Cha I. Le stelle T Tauri associate alla Nube del Camaleonte sono addensate specialmente nella nube I e II; l'associazione Chamaeleon T1 è la più cospicua: essa contiene alcune decine di componenti, fra le quali spiccano le brillanti HD 97048 e la stessa HD 97300 (nota anche come Ced 112 IRS 3). L'associazione Chamaeleon T2 invece appare associata alla nube Cha II.
Le sorgenti infrarosse identificate nella nube Cha I sono 203; fra queste, la quasi totalità sono di Classe II e III, ossia astri in una fase border-line tra protostelle e stelle pre-sequenza principale, mentre pochissime sono quelle di Classe I, ossia le più giovani. Le più massicce fra queste mostrano dei dischi circumstellari, fino a una percentuale del 65% fra le stelle di massa pari a 1-2 M⊙. La percentuale media delle stelle di massa minore con dischi circumstellari invece si aggira attorno al 50%, il che la rende simile alle percentuali di un altro sistema nebuloso simile per età e struttura, IC 348, facente parte della Nube di Perseo, mentre per le stelle di massa maggiore in quest'ultimo oggetto la percentuale è molto più bassa del 65%; la presenza di questa discrepanza comporta il fatto che apparentemente i dischi circumstellari delle stelle simili al Sole appartenenti a Cha I hanno una durata maggiore rispetto a quelli di IC 348. La causa di ciò sarebbe da ricercare probabilmente nella maggiore densità dell'ammasso di stelle associato a IC 348, che contribuirebbe a disgregare queste strutture con più facilità. Questo genere di studi rivestono una notevole importanza della comprensione delle dinamiche che favoriscono la formazione dei sistemi planetari.
La nube Cha II ospita al suo interno una quarantina di sorgenti di raggi X, il 35% delle quali coincidono con oggetti stellari giovani; gran parte di queste sorgenti si concentrano nella parte sudorientale della nube, mentre il settore nordoccidentale appare privo di sorgenti. Quattro di queste coincidono con stelle T Tauri con deboli emissioni. La sorgente più luminosa in questa nube è indicata come IRAS 12496-7650, che coincide con una stella Ae/Be di Herbig profondamente immersa nei gas. La nube Cha III, al contrario, appare completamente priva di fenomeni di formazione stellare in atto o recenti; all'interno della nube tuttavia si osserva la stella HD 104237, che con la sua magnitudine apparente pari a 6,50 è la stella Ae/Be di Herbig più luminosa dell'intera volta celeste. Possiede una classe spettrale A4e e sembrerebbe più vecchia rispetto a molte altre stelle simili disperse in altre regioni celesti.

## Ambiente esterno

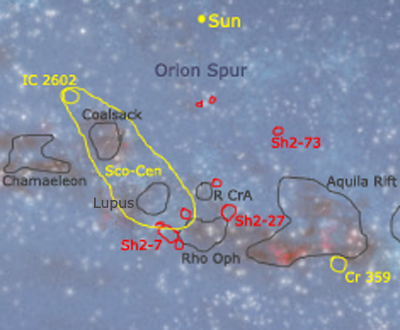
Mappa delle regioni interne del Braccio di Orione più prossime al sistema solare. La Nube del Camaleonte è a sinistra.

L'ambiente galattico in cui giace la Nube del Camaleonte è ricco e complesso; esso si trova all'estremità occidentale di un allineamento di nubi molecolari e regioni di gas ionizzato che attraversa tutta la linea di vista del piano galattico in direzione del centro galattico, fino alle nubi oscure dell'Aquila e dell'Ofiuco. Questa concatenazione di nubi delimitano il bordo interno del Braccio di Orione in corrispondenza del sistema solare.
Il sistema nebuloso più prossimo alla Nube del Camaleonte è la celebre Nebulosa Sacco di Carbone, una nube non illuminata che si staglia sulla scia luminosa della Via Lattea mascherando la luce delle stelle retrostanti, diventando visibile anche ad occhio nudo; la distanza del Sacco di Carbone è di circa 150 parsec, una distanza molto simile a quella della Nube del Camaleonte, che riprova come queste due nubi si trovino estremamente vicine fra di loro, ad appena poche decine di parsec. Al suo interno non sono noti fenomeni di formazione stellare. Fra questa e la Nube del Camaleonte si osserva un sottile ma denso filamento di polveri, ben visibile a occidente delle stelle più brillanti della costellazione della Mosca; questa piccola nube, indicata a volte col nome Dark Doodad (letteralmente decorazione oscura), possiede una massa di circa 170 M⊙ e appartiene alla stessa struttura nebulosa delle nubi precedenti. Nella parte settentrionale di questa nube è presente una stella T Tauri.
A poche decine di parsec della Nube del Camaleonte, in direzione nord e quindi su una diversa latitudine galattica, si trova il brillante ammasso aperto delle Pleiadi del Sud (IC 2602); questo giovane oggetto costituisce la parte più occidentale della grande e brillante Associazione Scorpius-Centaurus. Quest'ultima è di fatto l'associazione OB più prossima al sistema solare: si estende a nord della scia luminosa della Via Lattea per diverse decine di gradi e comprende quasi tutte le stelle blu visibili ad occhio nubo comprese fra le costellazioni del Centauro, della Croce del Sud e del Lupo, fino alla parte più settentrionale dello Scorpione, includendo la brillante stella Antares.

### Testi generali
- (EN) Robert Burnham, Jr, Burnham's Celestial Handbook: Volume Two, New York, Dover Publications, Inc., 1978.
- (EN) Thomas T. Arny, Explorations: An Introduction to Astronomy, 3ª ed., Boston, McGraw-Hill, 2007, ISBN 0-07-321369-1.
- AA.VV., L'Universo - Grande enciclopedia dell'astronomia, Novara, De Agostini, 2002.
- J. Gribbin, Enciclopedia di astronomia e cosmologia, Milano, Garzanti, 2005, ISBN 88-11-50517-8.
- W. Owen et al., Atlante illustrato dell'Universo, Milano, Il Viaggiatore, 2006, ISBN 88-365-3679-4.

### Testi specifici

#### Sull'evoluzione stellare
- (EN) C.J. Lada e N.D. Kylafits, The Origin of Stars and Planetary Systems, Kluwer Academic Publishers, 1999, ISBN 0-7923-5909-7.
- A. De Blasi, Le stelle: nascita, evoluzione e morte, Bologna, CLUEB, 2002, ISBN 88-491-1832-5.
- C. Abbondi, Universo in evoluzione dalla nascita alla morte delle stelle, Sandit, 2007, ISBN 88-89150-32-7.

#### Sulla Nube del Camaleonte
- Luhman, K. L., Chamaeleon, in Handbook of Star Forming Regions, Volume II: The Southern Sky ASP Monograph Publications, vol. 5, dicembre 2008, ISBN 978-1-58381-670-7.

### Carte celesti
- Toshimi Taki, Taki's 8.5 Magnitude Star Atlas, su geocities.jp, 2005. URL consultato il 7 novembre 2010 (archiviato dall'url originale il 5 novembre 2018). - Atlante celeste liberamente scaricabile in formato PDF.
- Wil Tirion, Barry Rappaport e George Lovi, Uranometria 2000.0 - Volume II - The Southern Hemisphere to +6°, Richmond, Virginia, USA, Willmann-Bell, inc., 1987, ISBN 0-943396-15-8.
- Wil Tirion e Roger W. Sinnott, Sky Atlas 2000.0, 2ª ed., Cambridge, USA, Cambridge University Press, 1998, ISBN 0-933346-90-5.
- Wil Tirion, The Cambridge Star Atlas 2000.0, 3ª ed., Cambridge, USA, Cambridge University Press, 2001, ISBN 0-521-80084-6.